# Hemipenthes seminiger
Hemipenthes seminiger är en tvåvingeart som beskrevs av Friedrich Hermann Loew 1869. Hemipenthes seminiger ingår i släktet Hemipenthes och familjen svävflugor. Inga underarter finns listade i Catalogue of Life.